# Eulepidotis dives
Eulepidotis dives là một loài bướm đêm trong họ Erebidae.